# Billboard Canadian Albums
La Billboard Canadian Albums è la classifica ufficiale degli album più venduti in Canada. Essa viene compilata ogni mercoledì dalla Luminate Data, una compagnia di rilevamento delle vendite musicali con base negli Stati Uniti, e pubblicata ogni giovedì da Jam! Canoe e Billboard insieme ad altre due classifiche canadesi, la Billboard Canadian Hot 100 e la Canadian BDS Airplay Chart.
La classifica è composta da 200 posizioni, anche se Jam! pubblica soltanto le prime cento per il pubblico.